# Eugenius III
Eugenius III, född Bernardo Pignatelli i Pisa, död 8 juli 1153 i Tivoli, var påve från 15 februari 1145 till 8 juli 1153. Saligförklarad (1872) i katolska kyrkan med minnesdag den 8 juli.

## Biografi
Bernardo Pignatelli var abbot i S. Anastasiusklostret i Rom, som tillhörde cisterciensorden, och var lärjunge till Bernhard av Clairvaux, när han utsågs till påvekandidat. Han hade från början att kämpa emot stora svårigheter: flera kardinaler motsatte sig hans val, och hans invigning måste därför äga rum utanför Rom (i klostret Farfa); i det härskande senatoriska partiet hade han också motståndare. 
I december 1145 gjorde han ett försök att återvända till Rom, men måste redan efter några veckor åter ta sin tillflykt till Viterbo. Vid samma tid (l december 1145) riktade han från Vetrolla till kung Ludvig VII av Frankrike en uppmaning att ta korset, och det andra korståget kom till stånd, fastän ett allmänt västerländskt korståg ingalunda eftersträvades av den påvliga politiken. För att övervaka korstågsförberedelserna begav sig Eugenius 1147 till Frankrike och Tyskland, och höll 1148 en stor synod i Reims, men återvände vid underrättelsen om korsfararnas nederlag till Italien. 
Han bannlyste - förmodligen på synoden i Cremona 1148 - Arnold av Brescia, som efter att 1145 ha åter upptagits i kyrkans sköte under Eugenius frånvaro igen påbörjat sin reformatoriska verksamhet och förbundit sig att försvara republiken. I förbund med kung Roger II av Sicilien lyckades Eugenius komma till rätta med det republikanska partiet, och återvände till Rom i slutet av 1149, men måste redan i juni 1150 åter lämna staden. 
Han underhandlade nu med kung Konrad III av Tyskland om ett tåg till Rom för att bringa ordning i förhållandena; tåget beslöts, men Konrad dog redan i februari 1152. Hans efterträdare Fredrik I Barbarossa förband sig visserligen att återupprätta påvens gamla myndighet i Rom mot löfte om kejsarkronan, men hann inte utföra sitt löfte, innan Eugenius avled. År 1872 blev han beatificerad av Pius IX.